# Rulmenți Bârlad
Rulmenți Bârlad este unul din cei mai mari producători de rulmenți din România.
Compania produce o gamă largă de rulmenți, în peste 13.000 de variante constructive, atât pe piața internă, cât și pe piața externă, exporturile de rulmenți reprezentând peste 85% din volumul total al vânzărilor.
Compania este deținută de holdingul turc Kombassan Insaat Tarim Ve Sanayii Isletm, care controlează 90,70% din capital.
SIF Moldova deține 6% din totalul acțiunilor.
Titlurile Rulmenți Bîrlad se tranzacționează la categoria „Nelistate” a Bursei de Valori București, sub simbolul RBL.
Este cel mai mare agent economic din județul Vaslui.
În anul 2008 Rulmenți Bârlad a produs 11.500 de tone de rulmenți, din care 57% au avut ca destinație clienți din Europa, în special din Belgia și Germania.
Număr de angajați în 2009: 3.000
Cifra de afaceri în 2008: 65 milioane euro

## Istoric
Compania a fost înființată în 1951, sub numele de „Intreprinderea de Rulmenți Bârlad”, având planificată o capacitate de 2.500.000 rulmenți/an.
Construcția și echiparea primei capacităti de producție (1.000.000 rulmenți/an) s-a realizat în perioada 1951-1953.
Intrarea efectivă în funcțiune a capacităților de producție a avut loc în mai 1953, când s-a obținut primul rulment bârlădean.
În 1954 intreprinderea producea 4 tipuri de rulmenți (3 tipuri rulmenți radiali cu bile si 1 tip de rulment axial cu bile) destinați beneficiarilor de pe piața internă.
Capacitatea finală (conform primului program investițional) a fost realizată în anul 1965, când s-au produs 204 tipuri de rulmenți din la o capacitate de 2.500.000 rulmenți/an.
În anul 2001, grupul turc Kombassan, a preluat fabrica Rulmenți Bârlad.
În februarie 2007, compania a achiziționat 49% din capitalul societății New MGM Company din Ungaria contra sumei de 3,43 milioane euro.